# Nisimura Takuma
Nismura Takuma (japánul: 西村 琢磨, nyugati névsorrendben Takuma Nisimura, Fukuoka prefektúra, 1889. szeptember 1. - Manus-sziget, 1951. június 11.) japán katonatiszt, altábornagy a második világháború idején. A japán fegyverletétel után egy brit katonai bíróság életfogytiglani börtönbüntetésre ítélte háborús bűnösség vádjával, majd egy ausztrál bíróság egy újabb perben halálra ítélte és kötél által kivégezték.

## Élete
A Császári Japán Katonai Akadémián végzett 1910-ben, majd rövidesen hadmérnöki tanulmányokat kezdett, 1920-ban végzett a Vezérkari Akadémián. A második kínai–japán háború kitöréséig különféle adminisztratív tisztségeket látott el a hadsereg központi vezérkarában. 1936–1938 között 9. gyalogos hadosztály parancsnoka volt, majd 1938–1939 között az 1. nehéz tábori tüzér dandár parancsnoki posztját töltötte be. 1939–1940 között a Keleti Önvédelmi Hadsereg vezérkari főnöke volt.
1940-ben vezérőrnaggyá léptették elő és az Indokínai Expedíciós Hadsereg parancsnokává nevezték ki. Ebben a beosztásában ő volt a Francia Indokína megszállására küldött hadsereg egyik parancsnoka. A fronton szerzett érdemeiért 1941-ben altábornagyi rangot kapott.
Nisimura 1941-től a Császári Testőrség parancsnokaként vett részt a malájföldi hadjáratban. A muari csatát követően az általa vezetett egységek 155 ausztrál és indiai hadifoglyot mészároltak le, ez az esemény később a Parit Sulong-i mészárlás néven vonult be a történelembe.
1942-ben főszerepet játszott a szingapúri csatában, a város eleste után tisztázatlan szerepe volt a Sook Ching-i mészárlásban.
Mivel konfliktusba került a 25. hadsereg parancsnokával, Jamasita Tomojukival, egységétől megtagadták a császári győzelmi megemlítést, őt magát pedig 1942 áprilisában hazarendelték és kényszernyugdíjazták. 1943 júniusában kinevezték Észak-Burma kormányzójává, majd 1944. februárjában Szumátra katonai kormányzójává, ezt a tisztséget a háború végéig betöltötte.
A háború után a britek letartóztatták és Szingapúrban, egy katonai bíróság elé állították a Sook Ching-i mészárlás miatt. A bíróság Takumát bűnösnek találta és életfogytiglani börtönbüntetésre ítélte. Büntetéséből négy évet letöltött Szingapúrban, majd haza szándékozták küldeni Tokióba, ahol büntetésének letöltését egy ottani börtönben folytatta volna. Hongkong kikötőjében azonban az ausztrál katonai rendőrség erőszakkal leszállította az őt szállító hajóról, majd a Manus-szigetre vitték, ahol egy ausztrál katonai bíróság vonta felelősségre Parit Sulong-i mészárlás miatt. Nisimurát bűnösnek találták a hadifoglyok kivégzésének elrendelésében és kötél általi halálra ítélték. Az ítéletet 1951. június 11-én a helyi börtönben végrehajtották.